# 袁枢 (南朝)
袁 枢（袁樞、えん すう、天監16年（517年）- 光大元年1月1日（567年1月26日））は、南朝梁から陳にかけての政治家。字は踐言。本貫は陳郡陽夏県。弟は袁憲。

## 経歴
南朝梁の呉郡太守の袁君正の子として生まれた。成長すると、容姿と態度が美しく、性格は冷静沈着で、読書を好んで釈巻を手放さなかった。顕貴の生まれで資産は多かったが、独居して交際は少なく、つねに一室に端座して、公事を除いては出遊することもなく、栄利に対しては淡白な態度を取った。南朝梁の秘書郎を初任とし、太子舎人・軽車河東王主簿・安前邵陵王府功曹史・中軍宣城王府功曹史を歴任した。侯景の乱が起こると、父が死去したために呉郡にかけつけて、喪に服した。侯景の乱が平定され、王僧弁が建康に駐屯すると、知識人たちは争って官位を求めたが、袁枢は邸にひきこもって静かに暮らし、仕官を求めなかった。
紹泰元年（555年）、召されて給事黄門侍郎となった。就任しないうちに、員外散騎常侍の位を受け、侍中を兼ねた。紹泰2年（556年）、吏部尚書を兼ねた。この年のうちに呉興郡太守として出向した。永定2年（558年）、召還されて左民尚書となった。就任しないうちに侍中に転じ、選挙の事務をつかさどった。永定3年（559年）、都官尚書に転じた。
袁枢は博覧強記で、旧制や故事に明るかった。陳霸先の長女は先に陳留郡太守の銭蕆にとついで、子の銭岊を生み、南朝梁のうちに亡くなっていたため、南朝陳が建国されると永世公主に追封された。葬られるにあたって、銭蕆に駙馬都尉の官を加え、あわせて銭岊に贈官しようという議論が起こった。袁枢は杜預にとついだ司馬懿の次女の高陸宣公主の例や、王茂璋にとついだ南朝梁の武帝蕭衍の妹の新安穆公主の例を引いて、早くに亡くなった皇女が公主に追封されても、その夫に駙馬都尉の官を加えた前例のないことを示し、公主の生んだ子については亭侯の位を追贈するよう主張した。このときの議論は袁枢の意見が採り上げられた。
天嘉元年（560年）、吏部尚書の代行を務め、天嘉3年（562年）には正式に吏部尚書となった。まもなく右軍将軍を兼ねた。天嘉5年（564年）、丹陽尹となり、散騎常侍の位を加えられた。天嘉6年（565年）、再び吏部尚書となった。天康元年（566年）、廃帝が即位すると、尚書左僕射に上った。光大元年（567年）正月元日、死去した。享年は51。侍中・左光禄大夫の位を追贈された。諡は簡懿といった。『文集』10巻が当時に通行した。

## 伝記資料
- 『陳書』巻17 列伝第11
- 『南史』巻26 列伝第16